# Tephrosia pondoensis
Tephrosia pondoensis là một loài rau đậu thuộc họ Fabaceae. Loài này chỉ có ở Nam Phi. Chúng hiện đang bị đe dọa vì mất môi trường sống.